# شهرستان کزسکی
شهرستان کزسکی (به لاتین: Kezsky District) یک شهرستان در روسیه است که در اودمورتیا واقع شده‌است.